# 奥尔德斯贝克
奥尔德斯贝克（德語：Oldersbek）是德国石勒苏益格－荷尔斯泰因州的一个市镇。总面积10.82平方公里，总人口668人，其中男性348人，女性320人（2011年12月31日），人口密度62人/平方公里。